# Annelise Høegh
Annelise Høegh (* 26. Juli 1948 in Oslo; † 27. März 2015) war eine norwegische Politikerin der konservativen Partei Høyre. Sie war von 1981 bis 2001 Mitglied des Stortings und vertrat den Wahlkreis Oslo.

## Leben
Sie studierte an der Universität Oslo Geschichte und schloss ihr Studium 1976 ab. Sie arbeitete 1977–1978 im Außenministerium und 1977 bei der Nordatlantischen Versammlung in Brüssel.
1977 wurde sie als Vararepresentantin des Stortings gewählt. Sie rückte 1981 als Abgeordnete nach als Kåre Willoch Premierminister wurde. Sie war bis 2001 Mitglied des Stortings, ab 1985 als ordentliches Mitglied. Im Storting war sie   unter anderem  1989–1990 stellvertretende Fraktionsvorsitzende und sozialpolitische Sprecherin. Høegh befürwortete sowohl das Partnerschaftsgesetz als auch die aktuelle Abtreibungsgesetzgebung.
Sie war Mitglied des Landesvorstandes der Norsk Kvinnesaksforening 1980–1984.

## Familie
Sie war mit Jo Benkow verheiratet.